# Dick Forsman
Dick Forsman (* 1953 Helsinky) je finský ornitolog a fotograf.

## Životopis
Forsman studoval zoogenetiku na univerzitě v Helsinkách a patří mezi přední evropské ornitology se specializací na dravce. V obdobích 1992–1993 a 1984–1991 byl předsedou finského Rariteettikomitean. Vydal řadu ornitologických příruček a průvodců.

## Publikace
- Muuttolinnut: Ilmojen valtiaat, spoluautor Matti Torkkolan. WSOY. ISBN 951-01-9127-2
- Suomen haukat ja kotkat. Kirjayhtymä. ISBN 951-26-3824-X
- Suomen päiväpetolinnut: haukkojen ja kotkien määritysopas. Lintutieto Oy. ISBN 951-95-5601-X
- Lintupäiväkirjat. Merkintöjä, luonnoksia, maalauksia 1984–2005. Tammi, Helsinki. 2006. ISBN 951-31-3468-7
- The Raptors Of Europe And The Middle East. A & C Black Publishers Ltd. 2007. ISBN 0713688211[2]
- Petolinnut. Otava. 2007. ISBN 978-951-1-21147-1
- Päiväperhoset Suomen luonnossa, spoluautor Olli Vesikon. Otava. 2007. ISBN 951-12-0039-9
- Flight Identification of Raptors of Europe, North Africa and the Middle East. Londýn: Helm, 2016. ISBN 978-1-4729-1361-6[3]
  - Dravci Evropy, severní Afriky a Blízkého východu: určování v letu. Plzeň: Ševčík, 2021. ISBN 978-80-7291-255-1